# Wrecking Crew
Wrecking Crew (en japonés: レッキングクルー (Rekkingu Kurū?)) es un juego de acción lanzado en 1985 que fue desarrollado y publicado por Nintendo. Fue diseñado por Yoshio Sakamoto y se lanzó como un título de lanzamiento para la Nintendo Entertainment System.

## Juego
El jugador controla a Mario (o a Luigi, en modo multijugador) y su objetivo es destruir toda una serie de objetos con un martillo en cada uno de los 100 niveles del juego. Mario no puede saltar debido al peso del martillo. El jugador puede seleccionar cualquier nivel desde la pantalla de inicio. Cada nivel toma lugar en un espacio dividido por una cuadrícula invisible, del cual cada espacio puede tener algún objeto. El juego también introdujo a un nuevo personaje, un encargado de una construcción llamado Capataz Spike, quien persigue a Mario e intenta perturbarlo lanzándole objetos para tratar de hacerlo caer hacia el fondo del escenario. El jugador empieza con 5 vidas y pierde una cuando Mario hace contacto con un enemigo o una bola de fuego. El juego se acaba cuando Mario pierde todas sus vidas. 
Debido a que Mario no puede saltar, el jugador debe pensar bien el orden en el que destruye los objetos. Por ejemplo, si un jugador destruye una escalera, una pared puede quedar inalcanzable y por lo tanto, el jugador no podrá completar el nivel. Destruir varios objetos seguidamente (usualmente con una cadena de bombas) puede anotar puntos extra, y ocasionalmente pueden aparecer objetos como bonus.
El juego también cuenta con un editor de niveles, el cual permite al jugador diseñar 4 niveles. Sin embargo, las características de cargar y guardar niveles fueron diseñadas para utilizarse con el Famicom Data Recorder, un dispositivo tipo casete que fue lanzado sólo en Japón, dejando la posibilidad de guardar y cargar niveles como imposible para los usuarios norteamericanos (sin embargo, el manual americano incluye una nota mencionando que dichas funciones "han sido programadas para desarrollo de potenciales productos"). Cuando el juego fue lanzado como consola virtual en Norteamérica, las características de guardado y cargado fueron rehabilitadas usando la memoria del sistema, pero la versión de Nintendo 3DS no puede usar esas funciones.

## Música
Un remix basado en la música de este juego apareció en el videojuego de Nintendo GameCube, Dance Dance Revolution: Mario Mix. La canción "Golden Hammer" fue usada más tarde en Super Smash Bros. Brawl y se puede escuchar cuando un personaje recoge dicho objeto o se puede escuchar en el escenario "Mario Bros.". Finalmente, en Super Smash Bros. para Wii U, existen 2 medleys basados en Wrecking Crew: uno usando la banda sonora original del juego y otro con remixes. Ambas se pueden escuchar en el escenario "Wrecking Crew". Y por último, en Super Smash Bros. Ultimate, existe el nuevo medley basado en Wrecking Crew con remixes mejorados, que se puede escuchar en el escenario "Wrecking Crew".

## Relanzamientos
El 31 de diciembre de 1985, Nintendo lanzó una versión en arcade llamada Vs. Wrecking Crew, el cual agrega un modo multijugador simultáneo.
Wrecking Crew fue relanzado en 1989 para la Famicom Disk System, y fue luego incluido como el 14° juego de la serie Famicom Mini para Game Boy Advance 2004.
El juego también fue lanzado en 3 ocasiones a través de consola virtual: en Wii en 2007, en Nintendo 3DS en septiembre de 2011 como parte del "Programa de Embajadores", en la eShop de la misma en Japón, Norteamérica, Europa y Australia en septiembre de 2012, marzo de 2013 y en mayo del mismo año respectivamente. También fue lanzado en la eShop de Wii U el 19 de junio de 2013 en Japón y en Norteamérica y Europa el día siguiente. Todas las versiones de consolas virtuales soportan el guardado de niveles diseñados (excepto en 3DS), algo que no se podía en la versión de NES.

## Secuela
Wrecking Crew '98 es un juego de acción y puzle lanzado exclusivamente en Japón en 1998 para el servicio de Super Famicom, Nintendo Power para descarga y luego para la consola misma. El juego se trata de una secuela del original, el cual se encuentra incluido como un bonus. A diferencia del original, Wrecking Crew '98 toma un papel más competitivo, donde dos jugadores tienen su propio espacio para destruir. Cada jugador debe tratar de destruir tantos paneles como pueda en su espacio, hasta que el espacio del jugador contrario esté limpio, para ganar.
La historia del juego cuenta con Mario volviendo al Reino Champiñón de un viaje, sólo para descubrir que Bowser ha empezado una campaña para construir nuevos escondites. Las construcciones privan a la flora de la luz del sol y Mario decide demoler los escondites con su martillo. En su camino, él se encuentra con enemigos del juego original, incluyendo a Foreman Spike.
El juego cuenta con 3 modos:
- Modo Historia: El modo principal del juego, donde uno controla a Mario y viaja a través de un mundo, entrando a cada uno de los escondites.
- Modo Versus: Un modo competitivo donde uno puede competir con otro jugador o con el CPU. El jugador puede elegir como personaje a Mario o personajes que son desbloqueados a través del Modo Historia.
- Modo Torneo: Disponible tras completar el Modo Historia una vez. 8 jugadores compiten en un torneo tipo eliminación directa hasta que quede uno y sea declarado Campeón.

El juego fue relanzado en la Consola Virtual de Wii U en Japón el 28 de septiembre de 2016 y en el servicio Nintendo Switch Online el 12 de abril de 2024, por primera vez en Occidente. En octubre de 2017 se lanzó una traducción al inglés creado por fanáticos para dar a conocer este videojuego en el Occidente.